# Hinde binte Utba
Hinde binte Utba (em árabe: هند بنت عتبة) foi uma mulher árabe que viveu entre o final do século VI e início do século VII, esposa de Abu Sufiane ibne Harbe, um homem poderoso de Meca, na Arábia ocidental. Foi a mãe do futuro califa Moáuia I, fundador da dinastia Omíada, e de Ramla binte Abi Sufiane, uma das esposas de Maomé. Hinde e Abu Sufiane começaram por ser opositores de Maomé antes de se converterem ao Islão, por isso o seu estatuto de Sahaba (companheira de Maomé) é questionado por muitos muçulmanos, devido às sua ações contra a comunidade muçulmana, em particular um incidente sobre alegado canibalismo no campo de batalha.
Hinde nasceu em Meca e era filha de Utba ibne Rabia, um dos líderes mais proeminentes da tribo dos Coraixitas, e irmã de Abu-Hudhayfah ibn Utbah e de Ualide ibne Utba. Não se sabe quando casou com Abu Sufiane, mas é provável que tivesse sido quando era ainda bastante jovem.

## Controvérsias das fontes xiitas
Hinde é famosa na história muçulmana pela sua regozijo ante a derrota dos muçulmanos na batalha de Uude, quando comeu o fígado de Hâmeza ibne Abdal Mutalibe, um tio de Maomé morto na batalha. Apesar de depois se ter convertido ao Islão, o fundador da dinastia Omíada seria caluniado por ser filho ilegítimo duma canibal. As controvérsias sobre Hinde ser ou não uma Sahaba devido aos seus atos pré-islâmicos perduraram até à atualidade. Na obra de referências sunita Istiabe fī Marifate Alaxabe, o teólogo ibne Abdalbar (978–1071) apresenta sumários das biografias do Sahaba onde é mencionada Hinde.

### Acusações de adultério
Alguns académicos xiitas citam fontes antigas que mencionam que Hinde tinha relações com homens que não o seu marido Abu Sufiane e que o seu filho Moáuia poderia ser o resultado de uma dessas relações ilegítimas. Em relação à paternidade do primeiro califa omíada, além de Abu Sufiane, são mencionados Omar ibne Ualide, Muçafir Abomar e um quarto homem desconhecido. Outros estudiosos dizem que ela engravidou de Moáuia com Abu Sufiane quando ainda não era casada e que o este foi subornado para casar com ela.
Quando Hinde foi ter com Maomé durante a Fath Makka (conquista de Meca), ela perguntou ao profeta quais seriam os seus deveres como mulher muçulmana. Entre outros, Maomé disse-lhe que uma mulher muçulmana não devia roubar nem cometer adultério. Hinde replicou chocada — «E as mulheres livres [que não são escravas] também roubam e cometem adultério?».

### Acusações de canibalismo
Segundo o relato de Muça ibne Uqueba, durante a batalha de Uude, Hinde encarregou Uaxi ibne Harbe de matar Maomé, Ali ou Hâmeza ibne Abdal Mutalibe, como vingança da morte do seu pai durante a batalha de Badr. Uaxi matou Hâmeza e arrancou-lhe o fígado, que levou a Hinde. Ibne Catir (4/43) relata que Hinde cuspiu no fígado. Por sua vez, ibne Ixaque refere, num trecho com isnad quebrada, que foi Hinde quem arrancou o fígado a Hâmeza.

## Hostilidade contra os muçulmanos
Entre 613 e 622, Maomé pregou publicamente a mensagem do Islão em Meca. À medida que reunia mais convertidos, ele e os seus seguidores enfrentaram uma perseguição crescente. Em 622 emigraram para a cidade distante de Iatrebe, atualmente conhecida como Medina e entraram em guerra com os habitantes de Meca, atacando as suas caravanas.
Os habitantes de Meca enviaram tropas para defenderem as caravanas e o conflito culminou na batalha de Badre, travada em março de 624. Os muçulmanos derrotaram as tropas de Meca e o pai, irmão e tio de Hinde foram mortos em combate. A raiva de Hinde contra os muçulmanos era então imensa; ia frequentemente para o deserto chorar e deitar poeira na face e nas roupas, lamentando a morte dos seus familiares. Só parou de fazer isso quando o seu marido Abu Sufiane lhe pediu para parar de chorar e lhe prometeu vingar a morte do irmão e do pai.
Alegadamente, Hinde foi a única responsável por incitar Uaxi a assassinar o tio de Maomé Hâmeza ibne Abdal Mutalibe, que supostamente era responsável pela morte dos familiares de Hinde, e prometeu a Uaxi libertá-la e oferecer-lhe as suas joias se conseguisse matar Hâmeza e trazer-lhe o coração. Uaxi assim fez escondendo-se atrás dum árvore e atacando Hâmeza com uma lança. Seguidamente, Uaxi abriu o ventre a Hâmeza e arrancou-lhe o coração, que levou a Hinde conforme tinha prometido. Segundo alguns relatos, Hinde teria provado o coração como sinal de vingança, mas não gostou do sabor e cuspiu-o imediatamente.
Uma das crónicas mais antigas da história islâmica, o Sirah Rasul Allah ("A Vida de Maomé"), de ibne Ixaque, relata que Hinde acompanhou as tropas de Meca que foram cercar os muçulmanos em Medina. Na batalha de Uude, Hinde e as suas mulheres cantaram e dançaram, incitando os seus guerreiros. Os muçulmanos foram obrigados a fugir e, de acordo com ibne Ixaque, Hinde e outras pessoas mutilaram os cadáveres dos muçulmanos, fazendo grinaldas com orelhas e narizes. Também segundo ibne Ixaque, depois da batalha, Hinde abriu o corpo de Hâmeza, retirou o coração e mordeu-o, mas não conseguiu engolir e cuspiu-o. No seu livro al-Istī‘āb, ibne Abdul Bar escreveu que ela cozinhou o coração de Hâmeza antes de o comer. Este trecho foi amplamente copiado por historiadores muçulmanos.
Contudo, depois do incidente na batalha de Uude, Hinde aceitou a mensagem do Islão e é considerada como um dos principais companheiros de Maomé pelos sunitas.